# Kiwalik (Alaska)
Kiwalik (także Keewalik) – miejscowość w stanie Alaska, u ujścia rzeki Kiwalik River do Zatoki Kotzebuego.